# Après la pluie (film, 2002)
Pour les articles homonymes, voir Après la pluie.
Pour plus de détails, voir Fiche technique et Distribution.
Après la pluie (Eső után) est un film hongrois réalisé par Péter Mészáros, sorti en 2002.

## Fiche technique
- Titre : Après la pluie
- Titre original : Eső után
- Réalisation : Péter Mészáros
- Scénario : Péter Mészáros
- Photographie : Gábor Marosi
- Montage : Judit Czakó
- Production : György Durst et Kata Szilágyi
- Société de production : Magikon
- Pays :  Hongrie
- Durée : 4 minutes
- Dates de sortie : 
  -  France : 25 mai 2002 (festival de Cannes)

## Distribution
- Balázs Horesnyi
- Judit Viktor

## Distinctions
Le film a reçu la Palme d'or du court métrage lors du festival de Cannes 2002.